# Maladera analis
Maladera analis är en skalbaggsart som beskrevs av Brenske 1899. Maladera analis ingår i släktet Maladera och familjen Melolonthidae. Inga underarter finns listade i Catalogue of Life.